# Mata Ortiz
Juan Mata Ortiz (llamado originalmente Pearson en su fundación en el siglo XIX) es una localidad del estado mexicano de Chihuahua, localizada a unos 35 kilómetros al suroeste de Casas Grandes, en las cercanías de las ruinas de Paquimé y de Colonia Juárez. Es famosa por la cerámica que se produce en ella.
La población recibe su nombre en honor de Juan Mata Ortiz, un soldado chihuahuense que durante el siglo XIX se distinguió en el combate de las tribus apaches en la región, hasta ser muerto en una emboscada que le pusieron estos grupos. Está localizado en un valle a orillas del Río Casas Grandes, a los pies de un cerro conocido como "El Indio".

## Cerámica de Mata Ortiz

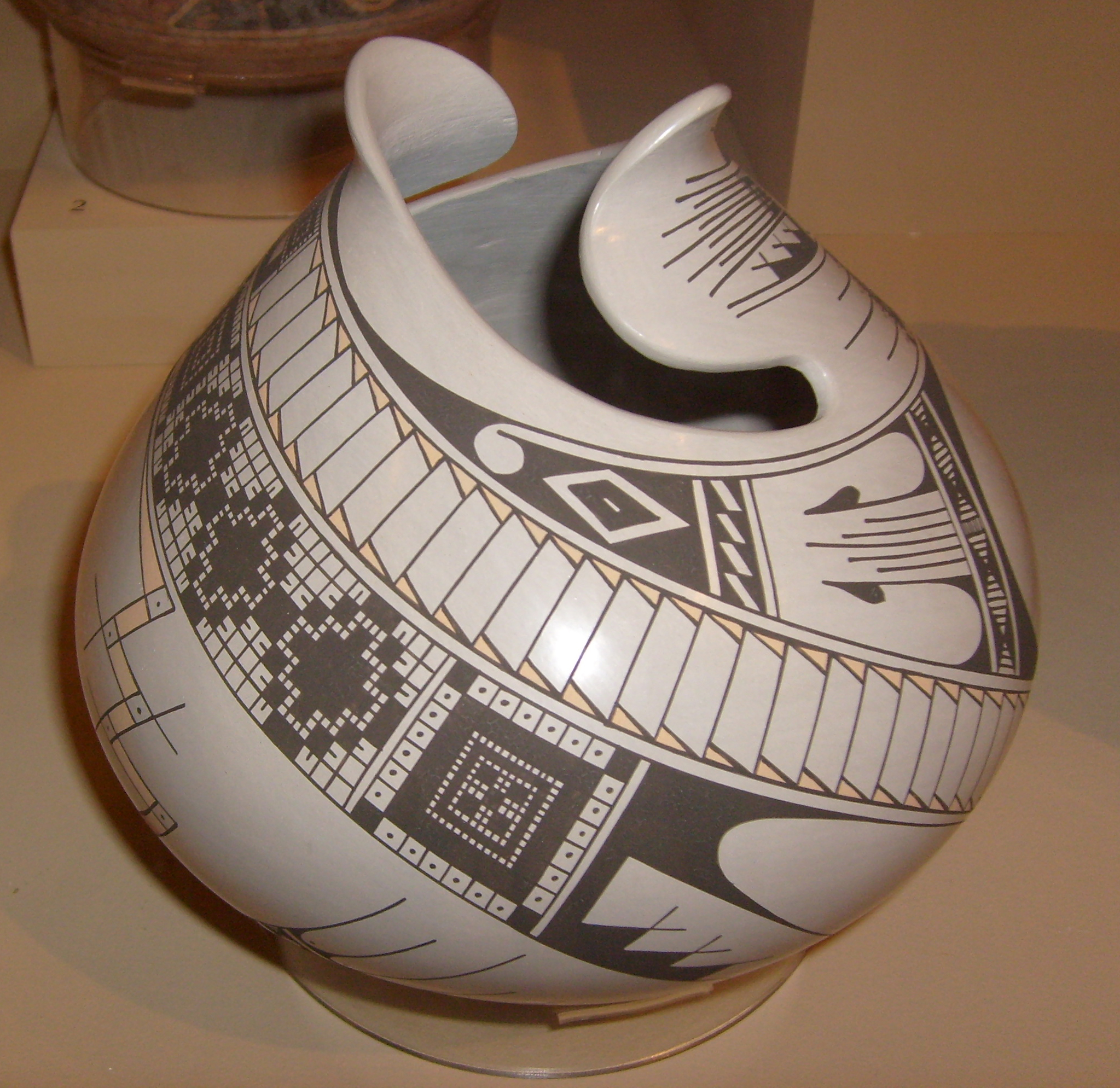
Jarro de cerámica Mata Ortiz por Jorge Quintana, 2002. Exhibido en el Museum of Man, San Diego, California.

Mata Ortiz ha sido nacional e internacionalmente reconocido porque artesanos de la localidad, encabezados por Juan Quezada Celado (Premio Nacional de Artes y Tradiciones Populares 1999), y redescubiertos y promocionados desde 1976 como una forma de arte contemporáneo por el antropólogo Spencer MacCallum revivieron la tradición de los antiguos habitantes de Paquimé, de fabricar vasijas de cerámica, conservando su mismo estilo y decoración, esta cerámica es un símbolo de los pueblos que ocuparon en la antigüedad esa región, conocida como Oasisamérica y que se extendía por el noroeste de México y suroeste de los Estados Unidos, a esta región pertenecen tanto Paquimé, como la cultura Anasazi.
Estas antiguas vasijas, que habían sido rescatas de sitios arqueológicos, fueron imitadas por los pobladores, siendo además sus materiales y métodos con los que se encuentran hechos, fieles a los de los antiguos habitantes, la cerámica de Mata Ortiz se vende a nivel nacional e internacional. Esto junto con el turismo que llega en búsqueda de la cerámica, así como a visitar los sitios arqueológicos de los alrededores se ha convertido en la principal actividad económica del pueblo, dando un gran beneficio, al ser una actividad familiar que beneficia a un conjunto amplio de la población.